# Continentale Eisenbahn-Bau- und Betriebs-Gesellschaft

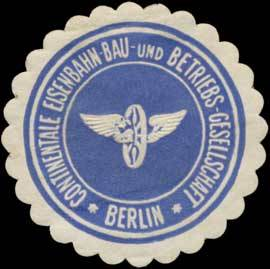
Siegelmarke der Continentalen Eisenbahn-Bau und Betriebs-Gesellschaft

Die Continentale Eisenbahn-Bau- und Betriebs-Gesellschaft, kurz CEB, war am 18. März 1898 in Berlin unter Beteiligung der Dresdner Bank gegründet worden.
Zunächst übernahm sie bestehenden Betriebsverträge von der Lokalbahn-Bau- und Betriebsgesellschaft Hiedemann & Co. für die Köln-Frechener Eisenbahn und die Kleinbahn Rheinbrohl–Mahlberg. Erstes größeres Bauprojekt war die Gesellschaft der Livländischen Zufuhrbahnen, die nach dem Bau von 1899 bis 1903 Strecken von 210 km Länge im Baltikum betrieb.
In Deutschland besaß und betrieb die CEB außerdem die Straßenbahn in Staßfurt, die Kleinbahn Kaldenkirchen–Brüggen, und die Kleinbahn Bossel–Blankenstein. Auch in Schlesien war sie aktiv, sie baute 1913/1914 die Wüstewaltersdorfer Kleinbahn.
Sie baute und betrieb schließlich Straßenbahnstrecken im ehemaligen Kreis Ruhrort, der seinerzeit Gebiete der heutigen kreisfreien Stadt Duisburg nördlich der Ruhr, des Stadtteils Sterkrade der kreisfreien Stadt Oberhausen und des ehemaligen Kreises Dinslaken abdeckte.
Am 27. Oktober 1899 erhielt die CEB die Genehmigung für den Bau von zwei Strecken zwischen Dinslaken, Walsumer Tor und dem Bahnhof Neumühl sowie zwischen Aldenrade und Walsum. Diese Strecken wurden am 1. Mai 1900 dem Verkehr übergeben. Auf ihnen wurde sowohl Personen- als auch Güterverkehr durchgeführt. Auf Betreiben der Stadt Meiderich wurde im Jahr 1902 die Strecke Dinslaken–Neumühl bis zum Bahnhof Meiderich verlängert.
Da alle Strecken im Bereich der Städte Dinslaken, Hamborn und Meiderich verliefen, kann es nicht verwundern, dass die Kreis Ruhrorter Straßenbahn AG sich für sie interessierte. Mit Hilfe der RWE AG kaufte sie am 10. April 1910 alle Strecken der CEB in diesem Bereich auf. Am 31. Dezember 1911 gingen sie offiziell auf die Kreis Ruhrorter Straßenbahn AG über.
1914 ging die CEB in der AG für Bahn-Bau und -Betrieb in Frankfurt am Main auf, die sämtliche Aktien der CEB erworben hatte.